# Diospyros chartacea
Diospyros chartacea är en tvåhjärtbladig växtart som beskrevs av Nathaniel Wallich och A. Dc. Diospyros chartacea ingår i släktet Diospyros och familjen Ebenaceae. Inga underarter finns listade i Catalogue of Life.